# Liberal Animation
 (juin 2023).
Si vous disposez d'ouvrages ou d'articles de référence ou si vous connaissez des sites web de qualité traitant du thème abordé ici, merci de compléter l'article en donnant les références utiles à sa vérifiabilité et en les liant à la section « Notes et références ».
Albums de NOFX
NOFX
(1985) S&M Airlines
(1989)
Liberal Animation est le premier album studio du groupe de punk rock californien NOFX. Il a été initialement publié sur Wassail Records, le premier label de Fat Mike avant Fat Wreck Chords, en 1988. Brett Gurewitz, le guitariste de Bad Religion, a produit l'album et a même proposé de le sortir sur son label Epitaph. Le groupe a préféré l'auto-publier. Il a finalement été réédité en 1991 chez Epitaph avec toutes les nouvelles illustrations. Fat Mike, le bassiste, chanteur et compositeur du groupe, considère cet album comme leur pire. Il a écrit la majorité des morceaux sur une guitare qu'il a acheté à Lynn Strait de Snot. C'est le premier et unique disque du groupe avec Dave Casillas à la guitare solo qui vient s'ajouter au trio de musiciens pour former un quatuor. Sa présence apporte au groupe de nombreux solos et donc un aspect plus technique et plus mélodique : le groupe était jusque là basé sur des compositions et un jeu extrêmement simple de punk hardcore. Dave sera viré du groupe, l'année d'après, en 1989, à cause de son alcoolisme (tous les membres du groupe buvaient beaucoup mais Dave buvait encore plus que les autres et était, pour la plupart des concerts, incapable de jouer étant complètement saoul). Ivre presque en permanence, il utilisait également le peu d'argent du groupe pour s'acheter de la cocaïne. Il fut donc un poids pour le groupe qui rencontrait déjà de grandes difficultés (publique qui part pendant les concerts voir peu ou pas de publique du tout, manque de moyens, scène punk de Los Angeles extrêmement sauvage et violente...). Les trois membres fondateurs prirent donc la décision de le remplacer par Steve Kidwiller. 
Le titre de cet album est une contrepèterie de Animal Liberation (Libération animale), comme cela sera fait plus tard, en 1994, pour l'album Punk in Drublic.
Les morceaux Shut Up Already et Vegetarian Mumbo Jumbo se moquent du mouvement punk straight edge et de son idée de végétarisme : les membres ayant été straight edge durant leur adolescence à cause de la scène punk violente de Los Angeles dans les années 80 (drogues, meurtres, gangs, émeutes...), ils se sont tôt mis à ce moquer de ce mouvement en faisant exactement l'inverse de son éthique (consommation de drogues et d'alcool...). On retrouve également à la fin du morceau Shut Up Already, l'introduction du morceau Black Dog, ce qui est un clin d'œil au groupe de rock Led Zeppelin.
Cet album ne connaîtra aucun succès et ne sera pas bien accueilli par la critique à cause de la qualité du son et des compositions trop agressifs. L'album est quand même suivi, la même année, d'une tournée aux États-Unis et en Europe. Ces concerts se déroulent dans des conditions misérables : le groupe dort et tourne avec un van qui tombe régulièrement en panne car il est constitué de pièces volées et comporte des vitres cassées laissant parfois la pluie et la neige s'y loger. Durant ces tournées, les membres ne se lavaient jamais. 

## Pistes
Tous les titres ont été composés par Fat Mike, sauf indication contraire. 
1. Shut Up Already - 2:44
2. Freedumb - 0:45
3. Here Comes the Neighborhood - 2:58 (Fat Mike et Eric Melvin)
4. A200 Club - 1:55
5. Sloppy English - 1:20
6. You Put Your Chocolate In My Peanut Butter! - 2:31 (Fat Mike et Eric Melvin)
7. Mr. Jones - 3:18 (Fat Mike, Eric Melvin et Dave Casillas)
8. Vegetarian Mumbo Jumbo - 3:32 (Fat Mike et Eric Melvin)
9. Beer Bong - 2:30
10. Piece - 1:35
11. I Live In a Cake - 1:09 (Fat Mike et Eric Melvin)
12. No Problems - 1:20
13. On the Rag - 1:42
14. Truck Stop Blues - 3:03 (Eric Melvin et Dave Casillas)

## Membres
- Fat Mike - Chant, basse
- Eric Melvin - Guitare
- Dave Casillas - Guitare solo
- Erik Sandin - Batterie